# Perec Hirszbejn

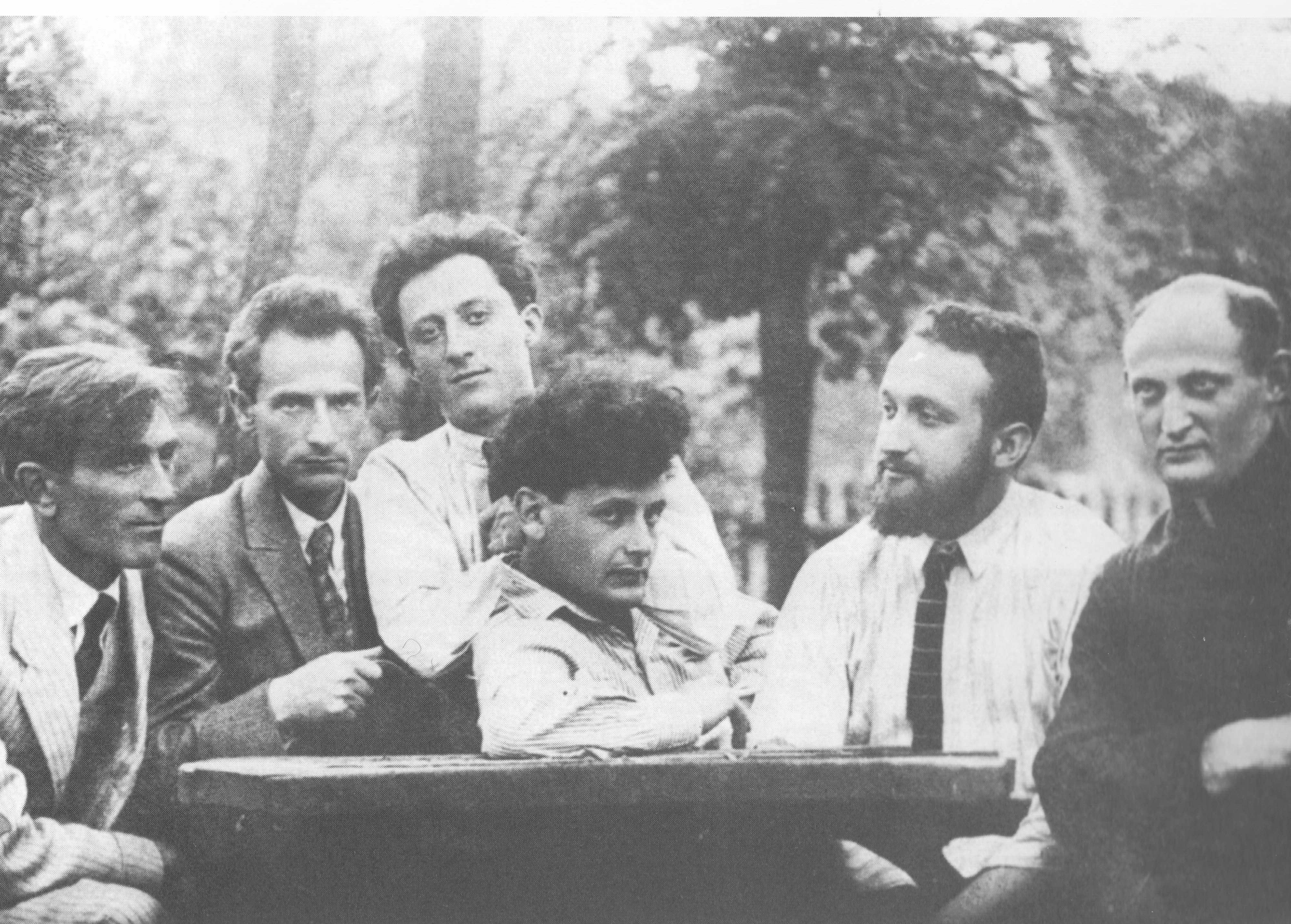
Członkowie grupy literacko-artystycznej „Di Chaliastre” w Warszawie. Od lewej: Mendel Elkin, Perec Hirszbejn, Uri-Cewi Grinberg, Perec Markisz, Melech Rawicz i Izrael Jehoszua Singer (1922)

Perec Hirszbejn (ur. 1880 w Kleszczelach, zm. 1948 w Los Angeles) – żydowski dramaturg, pisarz i reżyser teatralny, tworzący w językach hebrajskim i jidysz. 

## Życiorys
Edukację zdobywał w jesziwach. Jako pisarz i poeta debiutował około 1898 roku. Od 1904 roku mieszkał w Warszawie, pod wpływem Szaloma Asza zaczął tworzyć sztuki teatralne w języku hebrajskim i jidysz. W 1908 roku w Odessie założył trupę teatralną, która w 1910 roku rozpadła się, nie odnosząc sukcesu.
Po zakończeniu I wojny światowej wyemigrował do Stanów Zjednoczonych. W 1927 roku wydał zbiór reportaży Arum der wełt, opisujący jego podróż dookoła świata. W latach 30. XX wieku mieszkał w Nowym Jorku.
Znany z działalności na rzecz rozwoju teatru żydowskiego. Jego żoną była poetka Ester Szumiaczer-Hirszbejn.